# Last Battle
 (avril 2020).
Si vous disposez d'ouvrages ou d'articles de référence ou si vous connaissez des sites web de qualité traitant du thème abordé ici, merci de compléter l'article en donnant les références utiles à sa vérifiabilité et en les liant à la section « Notes et références ».
Last Battle (北斗の拳 新世紀末救世主伝説, Hokuto no Ken: Shin Seikimatsu Kyūseishu Densetsu, « Le Poing de l'étoile du nord: la nouvelle Légende du sauveur de la fin du siècle» au Japon) est un jeu vidéo d'action de type beat them all développé et édité par Sega, sorti en 1989 sur Mega Drive et borne d'arcade.
Le jeu a été adapté en 1991 sur Amiga et Commodore 64 par Creative Material (Elite Systems). La version Amiga est un port direct mais incomplet de la version Mega Drive, les programmeurs ayant jugé bon de ne pas inclure les 3 derniers chapitres.
Le jeu est dérivé du manga Ken le Survivant, mais les versions sorties en dehors du Japon n'ont pas conservé la licence contraignant à des changements de noms et à des modifications graphiques. C'est la suite du précédent Hokuto no Ken sorti sur Master System sous le nom de Black Belt en dehors du Japon.